# الكولة السوداء (القفر)

تعديل مصدري - تعديل

الكولة السوداء محلة تابعة لقرية المدير، التابعة لعزلة بني عمر السافل بمديرية القفر إحدى مديريات محافظة إب في الجمهورية اليمنية، بلغ تعداد سكانها 58 حسب تعداد اليمن لعام 2004.